# Odawara Blueway Bridge
Die Odawara Blueway Bridge (japanisch 小田原ブルーウェイブリッジ), in der europäischen  Literatur oft einfach nur Odawara Bridge genannt, ist eine Straßenbrücke in der  Stadt Odawara in der Präfektur Kanagawa in Japan.
Die zweispurige Brücke führt den Seishō Bypass (E 84) der Ishibashi-Nebenstrecke der Nationalstraße 1 in 20 m Höhe über die Einfahrt zum Fischereihafen. Der Seishō Bypass folgt hier als Hochstraße bzw. über dem Ufer aufgeständerte Straße der Küstenlinie.
Die Brücke wird häufig als erste Extradosed-Brücke der Welt bezeichnet, obwohl sie Vorläufer hatte. Sie war jedenfalls die erste der vielen vor allem in Japan erstellten Extradosed-Brücken.

## Beschreibung
Die 270 m lange und 13 m breite Brücke hat drei Öffnungen mit Spannweiten von 73,3 + 122 + 73,3 m. Beiderseits schließen sich lange Rampenbrücken an, um die notwendige Höhe über der Hafeneinfahrt zu erreichen.
Ihr Fahrbahnträger ist ein die gesamte Breite der Brücke einnehmender Spannbeton-Hohlkasten mit einer Bauhöhe von 2,2 bis 3,5 m, der an den Pylonen leicht gevoutet ist. Die Stahlbeton-Pylone überragen die Fahrbahn um 10,5 m oder um 1/12 der zentralen Spannweite, während dieser Wert bei Schrägseilbrücken üblicherweise 1/5 beträgt.
Jeweils 6 Schrägkabel lassen das mittlere Fünftel der zentralen Spannweite frei. Um Vibrationen zu unterbinden, sind die Schrägkabel mit Dämpfern ausgestattet.
Die von Sumitomo Construction Co. und Kajima Corporation entworfene und ausgeführte Brücke wurde 1994 fertiggestellt.